# Чан Дык Лыонг
Чан Дык Лыонг (вьет. Trần Đức Lương; 5 мая 1937, Куангнгай — 20 мая 2025, Ханой) — президент Вьетнама с 1997 по 2006 год.

## Биография
Родился в уезде Дыкфо (Đức Phổ) провинции Куангнгай, после окончания школы в 1955 году переселился в Ханой. Изучал геологию, работал картографом. В 1959 году вступил в Коммунистическую партию.

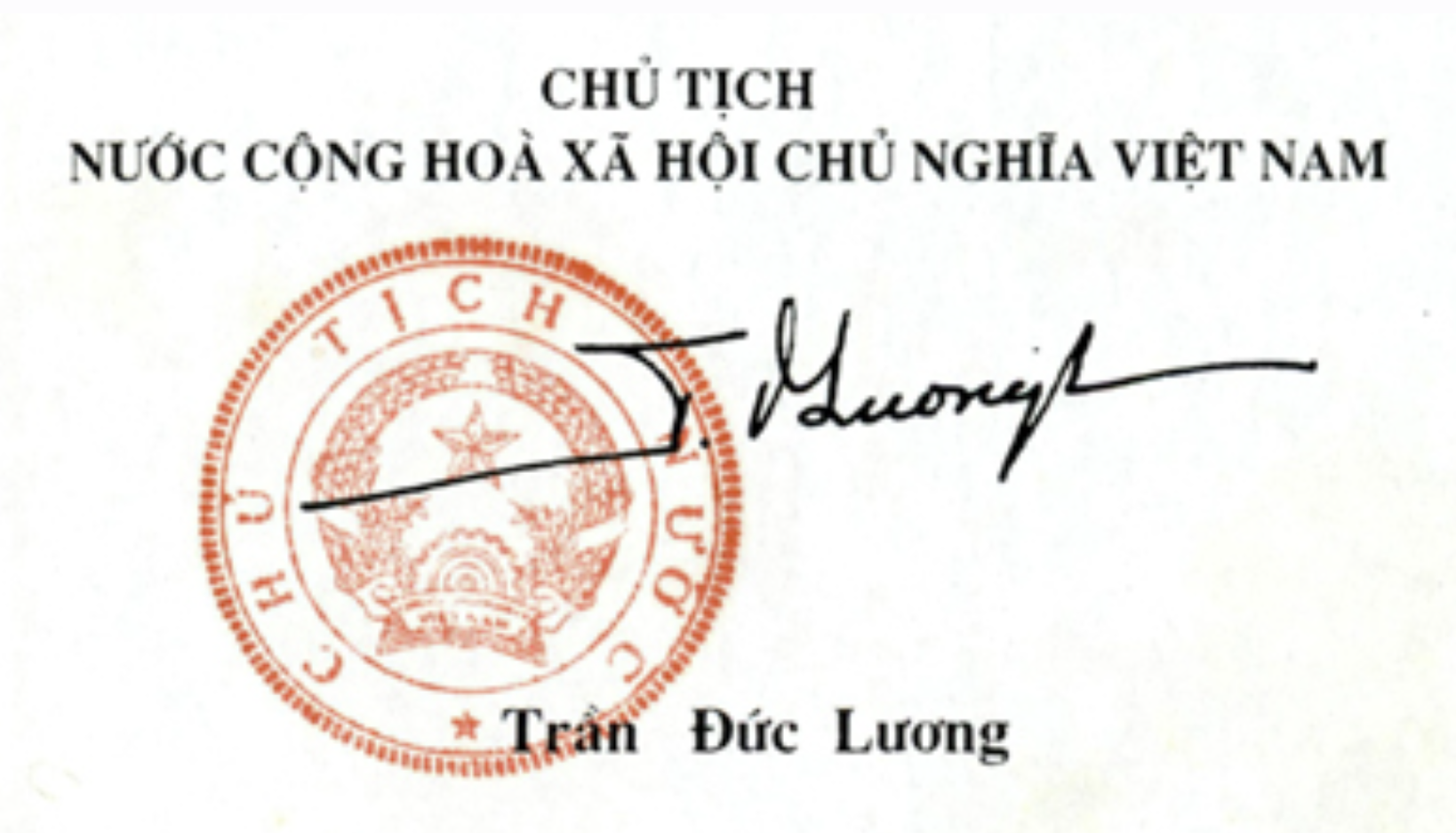
Подпись Чан Дык Лыонга, 2002 год

С 1987 года — заместитель премьер-министра. С июня 1996 года в составе Политбюро КПВ. 24 сентября 1997 года избран президентом Вьетнама, переизбирался в 2002 году. Подал в отставку 24 июня 2006 года.
В 2005 году он отмечал, что основные усилия руководства страны в последние годы были направлены на развитие её экономики и повышение уровня жизни народа.
На момент ноября 2024 года является политиком, дольше других занимавший пост президента СРВ — 8 лет 276 дней (помимо Хо Ши Мина, занимавшего пост президента ровно 24 года).

### Смерть
Скончался 20 мая 2025 года в своём доме в Ханое в возрасте 88 лет.

## Награды
- Орден Золотой Звезды (Вьетнам)
- Орден Дружбы (14 июня 1997 года, Россия) — за большой вклад в укрепление торгово-экономических и научно-технических связей между Россией и Вьетнамом[6]
- Почётный профессор РАН (Россия)[7].